# Kopijari
Kopijari (Kopjari, Kopljari) su naseljeno mjesto u općini Vareš, Federacija Bosne i Hercegovine, BiH.

## Povijest
Ponad Kopijara je stari grad Bobovac.

### Pokolj u Kopijarima
Selo Kopijari bilo je poprište oštrih sukoba između Armije BiH i postrojbi HVO-a. U njemu se dogodio zločin u kojem su pripadnici Armije BiH ubili 57 Hrvata (41 civil, jedno dijete i 15 ratnih zarobljenika) iz Kopijara i okolnih sela (Duboštica i Borovica). U bošnjačko-hrvatskome ratnom sukobu selo Kopijari bili su presudna geostrateška točka koja je poslije pada obrane HVO-a omogućila brzo prodiranje Armije BiH do samog grada Vareša. 
Dana 18. listopada 1993. godine Armija BIH poduzela je opći napad na varešku općinu iz pravca Breze, Visokog, Kaknja i Zenice, istog dana kada se 5700 prognanika iz Vareša organizirano uputilo prema Hercegovini pala je važna kota Liješnica. Dan kasnije bošnjačke su postrojbe zauzele hrvatsko selo Kopijare, opljačkali i spalili. Ritualno su pobili šest hrvatskih civila, od kojih je jedan bio dječak. Zapovjednik iz Armije BIH nije dopustio da se tijela ubijenih vojnika HVO-a izvuče i dostojno pokopa. Vojni promatrači UN-a izvijestili su da je Armija BIH spriječila i UNPROFOR ući u selo. Alija Izetbegović pravdao je zločin u Kopijarima budućim događajem, to jest zločinom u Stupnom Dolu koji se dogodio pet dana poslije.
Danas su Kopijari potpuno prazni i posve razoreni. Dio okolice je ostao i miniran tako da su povratak i obnova sela nemogući.

## Stanovništvo

### 1991.
Nacionalni sastav stanovništva 1991. godine, bio je sljedeći:
ukupno: 195
- Hrvati - 187
- Srbi - 2
- Jugoslaveni - 6

### 2013.
Prema popisu iz 2013. godine bilo je bez stanovnika.

## Religija
Kopijari pripadaju Vrhbosanskoj nadbiskupiji Rimokatoličke crkve, Sutješkom dekanatu župe sv. Ivana Krstitelja u Kraljevoj Sutjesci, koju pastoriziraju franjevci Bosne Srebrene. U mjestu je jedno rimokatoličko groblje.